# 竹紙 (紙)

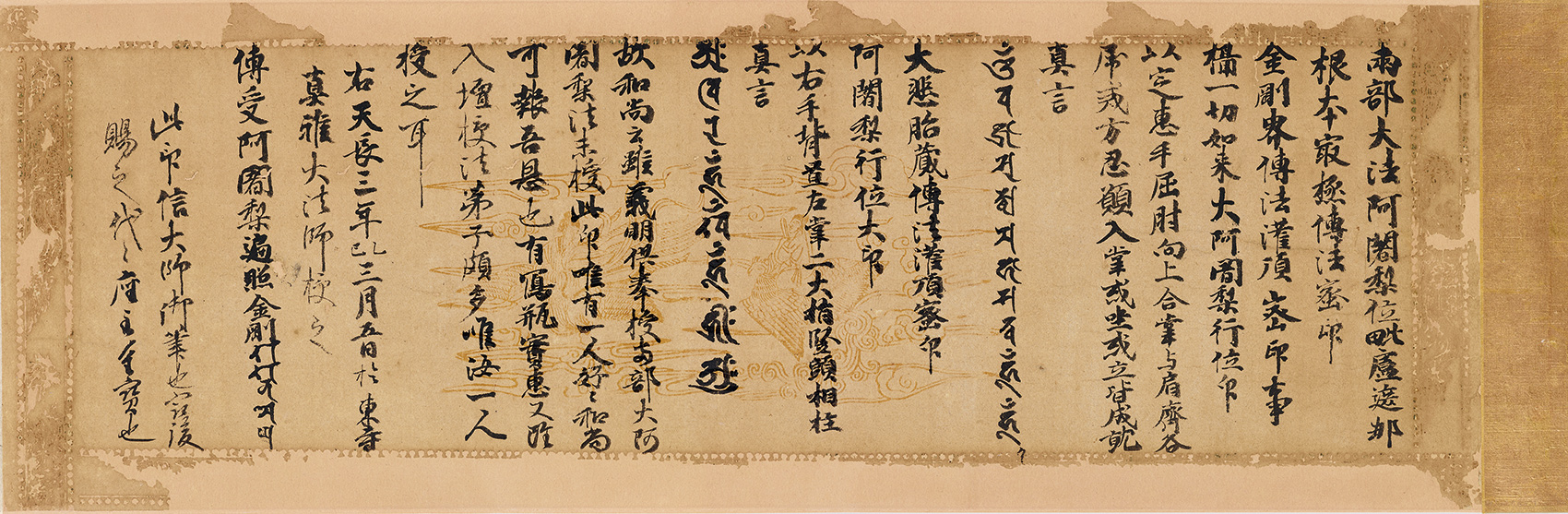
後醍醐天皇・文観房弘真作『後醍醐天皇宸翰天長印信（蠟牋）』（国宝、醍醐寺蔵）。中国製の竹紙の蝋箋を利用した代表的美術作品。

竹紙（ちくし）は、竹の表皮や竹の子の繊維を原料として作った紙。竹を半年から1年ほど水に漬けて発酵させた後に取り出し、洗ってから煮る。これを木槌で打って繊維を取り出し、水に放して紙に漉く。使う竹の種類や部位、製法により風合いは様々である。
主として中国の江南や四川省などで作られ、東南アジア（ラオスやミャンマー）にも存在する。日本にも平安時代までに伝わり、和紙の一種として現代に至るまで作られている。薄く破れやすいが墨引が良く、虫に対して丈夫なために書画に用いる紙として文人たちに愛された。
中国において、古くは東晋で竹の産地として知られていた会稽郡の竹紙が著名であった。脆弱性と耐久性の無さから長く下質な紙として扱われてきたが、北宋時代に改良が加えられて、より丈夫になった。また、王安石や蘇軾がその光沢や墨の発色ぶりと保色性を高く評価してこれを愛用したことから、従来の高級紙であった藤紙や麻紙に代わって、書簡や書画に用いられるようになった。